# Francisco Mendoza Palma
General José Francisco Clemente Mendoza Palma fue un militar mexicano que participó en la Revolución mexicana.

## Maderismo
Nació en Organal, cercano a Chietla, Puebla, el 23 de noviembre de 1870, siendo hijo de Abraham Mendoza y de Josefa Palma. Analfabeto, se dedicó a vender carbón en su localidad. En marzo de 1911 se incorporó al movimiento maderista, secundando el pronunciamiento de Emiliano Zapata, y participó en la toma de la Hacienda de Atencingo, en la de Jonacatepec, y en el sitio y toma de Cuautla, en mayo de 1911

## Zapatismo
Al romper Emiliano Zapata con el revolucionario Francisco I. Madero único firmante del plan de Ayala se mantuvo fiel al movimiento suriano; fue firmante del Plan de Ayala y estuvo presente en Ixcamilpa en el primer reparto de tierras, en abril de 1912. Hizo una vigorosa campaña desde Axochiapan hasta Zacualpan, Morelos; en mayo de 1912, junto con Emiliano Zapata, Otilio Montaño Sánchez y otros jefes, se retiró a luchar al este del estado de Guerrero. Contra Francisco I. Madero o contra Victoriano Huerta, de agosto de 1912 a abril de 1914 operó en el sur del estado de Puebla y en el sureste del estado de Morelos, atacando y ocupando haciendas y pueblos. En 1914 fue ascendido a general de división, y se le nombró jefe de las fuerzas militares convencionistas en Puebla, en diciembre de 1914. En 1915 fue designado para dirigir los trabajos del ingenio y hacienda de Santa Clara, con el auxilio técnico de agrónomos del Banco de Crédito Rural. De finales de 1915 a 1918 participó en la campaña contra los carrancistas, operando en la zona suroriental del estado de Morelos. A la muerte de Emiliano Zapata en 1919, Mendoza y otros de los jefes y cabecillas zapatistas firmaron un manifiesto donde declaraban su compromiso de continuar la lucha y obra de Emiliano Zapata. Mendoza fue uno de los principales aspirantes a tomar el mando del Ejército Libertador del Sur aunque no estuvo entre los últimos cinco participantes, siendo elegido como su sucesor al Gral. Gildardo Magaña Cerda

## Ejército Mexicano
En mayo de 1920, al triunfo del movimiento de Agua Prieta, ingresó al Ejército Mexicano, siendo incorporado a la 1.ª. División del Sur, bajo las órdenes del Gral. Genovevo de la O. Murió en la Ciudad de México el 9 de enero de 1956. Entre la tropa se le conocía como “El Checo” Mendoza.